# Лімфома
Лімфома — тип злоякісних пухлин, які виникають з лімфоцитів (тип білих кров'яних тілець імунної системи хребетних тварин). Хвороба може уражати не тільки лімфовузли, а й інші органи, зокрема кістковий мозок. У XIX та на початку XX століть відома на той час форма захворювання називалася хворобою Ходжкіна.
Лімфоми належать до широкого класу захворювань — гемобластозів — і є гетерогенною групою захворювань з погляду:
- агресивності перебігу;
- необхідності лікування;
- прогнозу.

Деякі з цих захворювань потребують невідкладного лікування, а інші можуть взагалі його не потребувати.

## Історія
1832 року Томас Ходжкін у статті «Про деякі хворобливі прояви абсорбуючих залоз і селезінки» описав кілька хворих, у яких спостерігалося збільшення лімфатичних вузлів і селезінки, загальне виснаження та занепад сил. У всіх випадках хвороба завершилася смертю хворих.
Відрізнити цей незвичайний розлад від патологічних станів, які супроводжуються лімфоаденопатією і спленомегалією, без використання мікроскопічного дослідження було надзвичайно складно на початку XIX століття. Через 23 роки Семюель Вілкс, британський лікар і біограф, назвав цей стан хворобою Ходжкіна, вивчивши описані Ходжкіном випадки і додавши до них 11 власних спостережень.

## Класифікація
Класифікація лімфом включає: неходжкінські лімфоми та лімфогранульоматоз. Лімфома Ходжкіна та неходжкінські лімфоми належать до гетерогенної групи (що стосується їхньої клінічної картини та прогнозу) захворювань лімфоретикулярної системи.
Класифікація ВООЗ 2016 року. містить розділи, які присвячені:
- лімфоїдним новоутворенням зі зрілих В- і Т-клітин і клітин — природних кілерів (ЕК-клітин);
- гістологічним варіантам лімфогрануломатозу;
- пухлинам, які виникають з гістіоцитів і дендритних клітин.

У класифікації ВООЗ пухлин лімфоїдної тканини 2016 року уточнено діагностичні критерії для виділення окремих нозологічних форм з урахуванням молекулярно-генетичних ознак трансформованих клітин, що найбільше відповідає принципам таргетної («молекулярно-прицільної») терапії.
Гістологічна класифікація за ВООЗ включає понад 60 підтипів лімфом:
- В- або Т-клітинний лімфобластний лейкоз/лімфома (В-/Т-ALL/LBL).
- Новоутворення зі зрілих В-клітин: — лімфоми з малих В-клітин: хронічний лімфоцитарний лейкоз/лімфома з малих лімфоцитів (CLL/SLL), волосистоклітинний лейкоз (ВКЛ), лімфоми з клітин маргінальної зони (ЛКМЗ), фолікулярна лімфома (ФЛ), лімфоплазмоцитарна лімфома/макроглобулінемія Вальденстрема (LPL/WM), лімфома з клітин мантійної зони ( — лімфоми з великих та середніх В-клітин: В-великоклітинна дифузна лімфома (DLBCL) та її варіанти, В-клітинні лімфоми з високим ступенем злоякісності (HGBL), лімфома Беркітта (ЛБ)
- Новоутворення зі зрілих Т- та NK-клітин: периферична Т-клітинна лімфома без додаткових характеристик (PTCL), лейкоз із великих гранулярних лімфоцитів (LGL), грибовидний мікоз (ГМ) та ін.

В Україні надання медичної допомоги пацієнтам із лімфомами регламентовано Наказом Міністерства охорони здоров'я України 8 жовтня 2013 року № 866 «Про затвердження та впровадження медико-технологічних документів зі стандартизації медичної допомоги при неходжкінських лімфомах та лімфомі Ходжкіна».

## Чинники ризику виникнення лімфом
Точна причина виникнення лімфом, власне як і більшості інших злоякісних новоутворень, натепер не відома. Існують докази щодо впливу Helicobacter pylori на виникнення В-клітинної лімфоми шлунка. Ризик розвитку лімфоми збільшується, якщо:
- На лімфому хворі родичі першої лінії спорідненості: батько або мати, брат або сестра.
- Людина має деякі спадкові захворювання, наприклад синдром Віскотта-Олдріча, певні варіанти імунодефіциту тощо.
- У пацієнта є автоімунні захворювання (ревматоїдний артрит, системний червоний вовчак) або набутий імунодефіцит (СНІД, прийом імунодепресантів).
- Людина зазнала впливу іонізуючої радіації вище природного рівня, мала тривалий контакт з бензолом, гербіцидами та інсектицидами.

Також підвищений ризик розвитку неходжкінської лімфоми існує після перенесених або хронічних інфекційних захворювань: інфекція, яку спричинює вірус Епштейна — Барр, інші герпесвірусні інфекції, гепатит C тощо. Ожиріння, перевищення індексу маси тіла понад 30 кг/м² також вважається чинником ризику щодо виникнення лімфоми.

## Діагностика та оцінка поширення пухлини
Перед початком спеціального лікування проводиться обстеження з метою правильного встановлення виду лімфоми та стадії захворювання. Визначення стадії розвитку лімфоми допомагає оцінити прогноз та обрати схему лікування. Діагноз лімфоми Ходжкіна і неходжкінської лімфоми завжди ґрунтується на ретельному гістопатологічному дослідженні лімфатичних вузлів та пухлинного утворення.
- Лабораторні дослідження важливі для оцінки стану різних органів та доцільності лікування. Вони не є особливо інформативними для встановлення діагнозу лімфоми.
- Слід виключити статус носія ВІЛ-інфекції та вірусів гепатиту.

Поширення процесу визначають за допомогою клінічних методів обстеження, КТ шиї та тіла і біопсії кісткового мозку. За необхідності виконується ПЕТ-КТ або МРТ. Пацієнти зі збільшеними лімфатичними вузлами мають бути направлені до спеціаліста — онколога, гематолога — після виключення інфекційного процесу впродовж 10 днів. Після того, як діагноз підтверджено, можуть бути призначені тести з метою пошуку специфічних ознак, які характерні для різних типів лімфоми.

## Коли необхідно звернутися до лікаря
Людина з лімфомою не має специфічних симптомів. Скарги пацієнта залежать від органів, інфільтрованих пухлиною. У багатьох пацієнтів на момент встановлення діагнозу не було жодних клінічних проявів захворювання.
- Майже в 50 % хворих ураження у вигляді лімфоми виявляються лише в лімфатичних вузлах.
- Майже в 20 % пацієнтів лімфомну тканину виявляють тільки в екстранодальних органах.

До найбільш поширених екстранодальних органів належать: шлунок, шкіра, кістки, центральна нервова система, щитоподібна залоза, кишечник. Слід звернутися до сімейного лікаря, якщо у людини:
- Лімфаденопатія, що включає кілька груп лімфатичних вузлів.
- Лімфоцитоз.
- Тривалий тонзиліт, за якого стан не покращується при прийомі антибактеріальних препаратів.
- Локальна лімфаденопатія, яка агресивно росте чи супроводжується загальними симптомами.

Багато пацієнтів самостійно визначають збільшений чи безболісний лімфатичний вузол на шиї, в надключичній ямці чи в пахвовій ямці.
У випадках прогресування захворювання, коли відсутні показання для продовження спеціального лікування, пацієнти потребують адекватного знеболення та інших заходів з паліативної допомоги, а ще симптоматичного лікування.